# Offentlig diplomati
Offentlig diplomati – att förstå, informera, bygga upp och påverka relationer med människor i andra länder för att skapa inflytande, starkare relationer eller förändring. Genom strategisk kommunikation och relationsskapande verksamhet med ett annat lands befolkning och civila samhälle skapas förutsättningar för förverkligande av ett lands ekonomiska, politiska och kulturella målsättningar.